# 땅돼지
땅돼지(학명: Orycteropus afer)는 현존하는 유일한 관치목 포유동물로, 흙돼지, 아드바크(Aardvark)라고도 일컫는다. 사바나가 개활한 사하라 사막 이남의 아프리카 각지에 사는 야행성 동물로, 관치목의 혈통은 6,000만년경 전부터 시작하였을 것으로 추정되며, 아프로테리아상목에 속해 있다. 과거 관치목은 매우 번성해 아프리카는 물론 인도와 지중해에 이르기까지 널리 분포했으나 지금은 땅돼지 1종만이 명맥을 잇고 있다.
볼록하게 굽은 등과 길게 뻗은 주둥이, 송곳 모양의 긴 꼬리와 쫑긋한 귀가 특징이다. 전체적인 겉모습, 특히 주둥이가 돼지와 닮았기 때문에 땅돼지라는 이름이 붙었다. 후각이 뛰어나 긴 주둥이를 먹이 냄새를 맡는 데 사용한다. 아프리카 대륙 남쪽으로 전체 대륙 3분의 2에 해당하는 넓은 범위에 분포하지만 바위가 많은 곳은 꺼린다. 땅돼지는 단독 생활을 하는 충식성(蟲食性) 포식자로, 개미와 흰개미를 주식으로 하며 날카롭고 억센 발톱으로 개미집을 허물거나 땅을 파서 그 안에 살고 있는 벌레들을 잡아먹는다. 또한 우묵하게 땅을 파서 잠을 자거나 새끼를 키울 은신처를 마련하기도 한다. 즉, 토질이 땅을 파기에 적합하고 개미 및 흰개미가 풍부한 것이 땅돼지가 번성할 수 있는 기초 조건이다.
현재 분류 체계에서 땅돼지가 속한 관치목은 코끼리·매너티·바위너구리와는 같은 아프로테리아상목에 속한다. 하지만 땅돼지는 오랫동안 다른 포유류들과의 유전적 관계가 명확지 않았다. 처음에는 생태적 지위와 형태가 비슷한 점을 들어 천산갑·개미핥기·아르마딜로 등 빈치류와 아울러 무치류(Edentata)로 묶였지만, 실제로는 근연 관계가 아니라 수렴 진화에 따른 유사 형태에 불과하다. 20세기 말엽에 들어서야 분자유전학 연구가 이루어져서 땅돼지가 실제로는 아프로테리아상목의 동물들과 관계가 있으며, 상당히 초기에 분기되었다는 사실이 밝혀졌다.
화석 표본은 전반적으로 드물며 진화사를 전부 알 수 있을 정도는 아니지만, 최대 약 2,000만 년 전으로 추정되는 화석 기록은 남아 있다. IUCN으로부터 가장 멸종 우려가 적은 최소관심종 등급을 부여받았지만, 개체 수는 지속적으로 감소 추세에 있다.

## 이름과 분류

### 이름

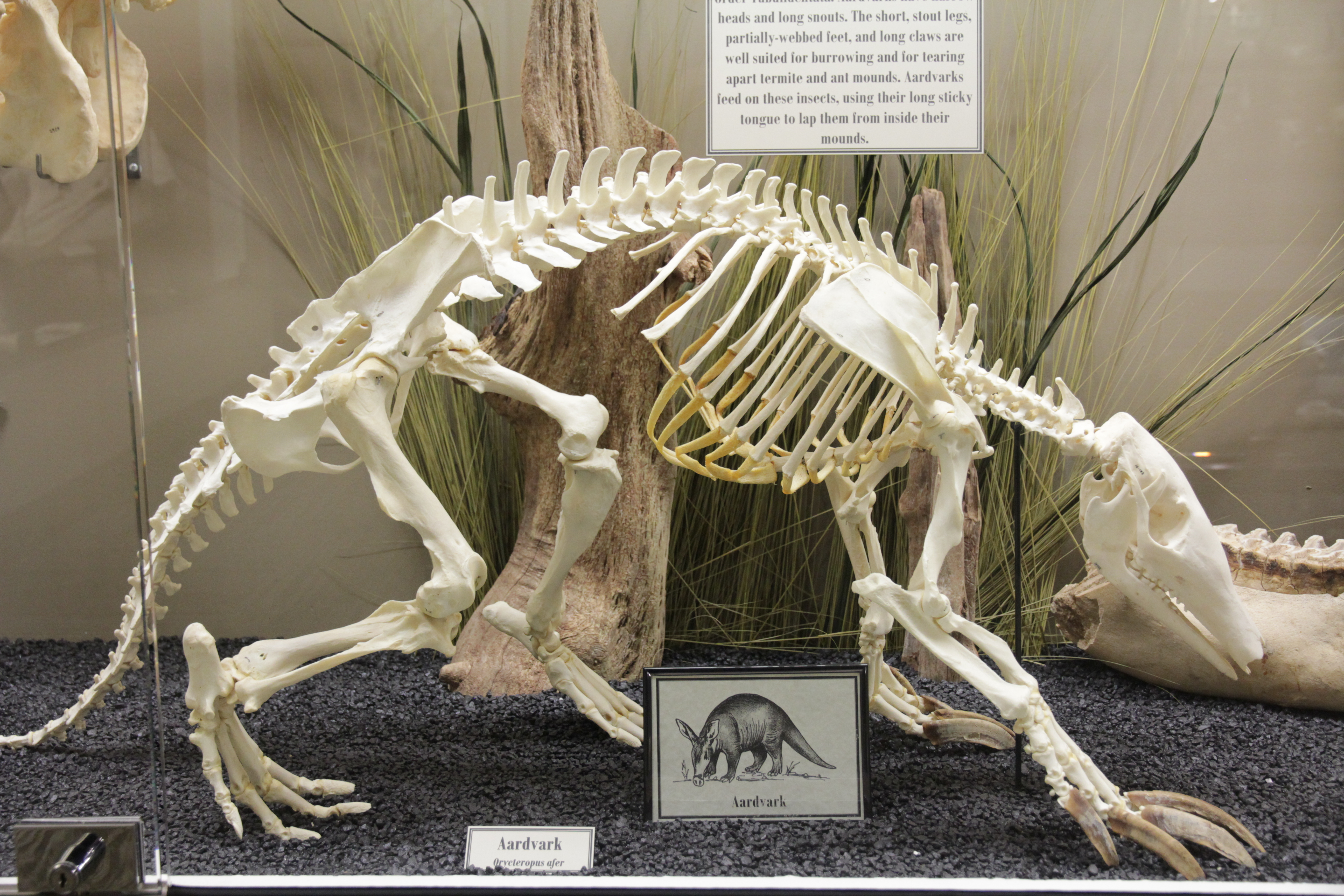
땅돼지의 골격

땅돼지의 영문명인 아드바크(aardvark)는 아프리칸스어의 고어로 '땅돼지'라는 뜻이며, 한국어 향명 역시 이를 차용해 번역한 것이다. 또한 속명인 Orycteropus는 '땅 파는 발톱'이라는 뜻이며, 목명인 관치목(管齒目)은 이빨이 세밀한 대롱이 모여 있는 모양으로 되어 있어 붙은 명칭이다.

### 분류

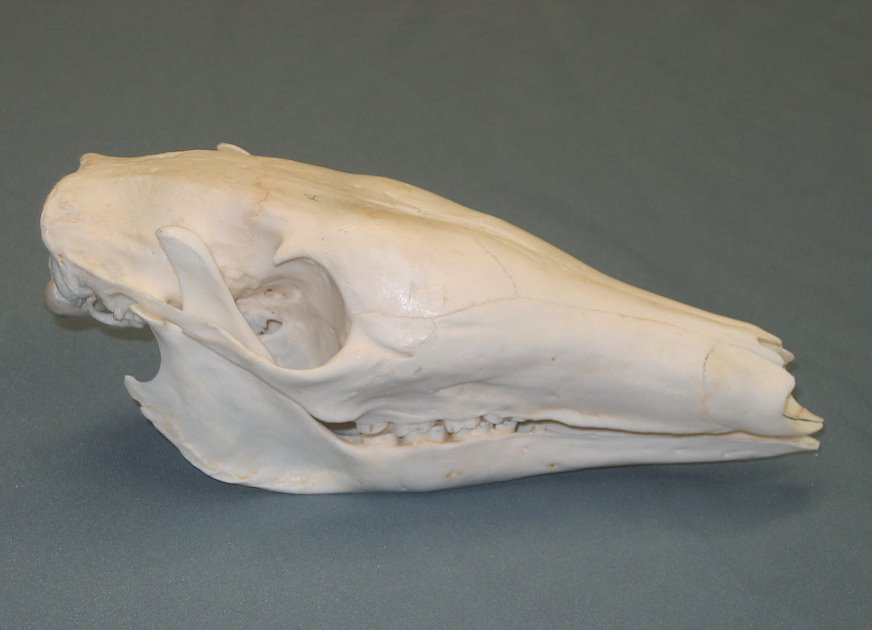
땅돼지의 두개골

땅돼지는 관치목 동물 가운데 현시대에 생존하는 유일한 종으로, 동시에 땅돼지속(Orycteropus)을 이루는 단일종이기도 하다. 한국어와 영어를 포함해 많은 향명에 돼지가 들어가 있지만 돼지와는 근연 관계가 아니며, 개미핥기 종류 등과 외형과 생태 지위가 유사하지만 역시 유전적으로는 거리가 멀다. 이렇게 빈치류와 흡사한 점을 보이는 것은 서로 다른 지역에 분포하는 전혀 다른 종이 비슷한 형태를 갖추게 되는 수렴 진화에 따른 것이다. 이전에는 실제로 개미핥기·나무늘보·아르마딜로 등과 함께 빈치목에 분류했지만 영구치가 있다는 점에서 다시 별도의 목인 관치목으로 분류되었다.
땅돼지와 가장 밀접한 유전적 관계가 있는 종은 코끼리땃쥐·황금두더지·텐렉과에 속한 동물들이다. 땅돼지는 이들과 장비목·바위너구리목·바다소목, 그리고 현재 절멸한 관치목 친척들과 함께 아프로테리아상목에 속한다. 한편 어떤 연구에서는 땅돼지의 두뇌가 현재 절멸한 신생대 포유류인 과절류와 유사성을 보이고 있다는 결과를 발표하기도 했다.

### 진화
화석 자료에 따르면 팔레오세 말기에 현생 땅돼지와 매우 유사한 친척들이 아프리카 대륙에서 나타났다고 한다.

### 아종
다음과 같은 총 17개의 아종이 현재 존재한다.
| - 땅돼지 (O. a. afer) - O. a. adametzi Grote, 1921 - O. a. aethiopicus Sundevall, 1843 - O. a. angolensis Zukowsky & Haltenorth, 1957 - O. a. erikssoni Lönnberg, 1906 - O. a. faradjius Hatt, 1932 | - O. a. haussanus Matschie, 1900 - O. a. kordofanicus Rothschild, 1927 - O. a. lademanni Grote, 1911 - O. a. leptodon Hirst, 1906 - O. a. matschiei Grote, 1921 - O. a. observandus Grote, 1921 | - O. a. ruvanensis Grote, 1921 - O. a. senegalensis Lesson, 1840 - O. a. somalicus Lydekker, 1908 - O. a. wardi Lydekker, 1908 - O. a. wertheri Matschie, 1898 |

## 외관
몸길이는 1-1.3m, 몸무게는 64kg 정도이며 드물게는 80kg 이상이나 나가는 개체도 찾아볼 수 있다. 몸은 돼지와 비슷하게 다부지며 통통하고, 머리는 가늘고 길며, 주둥이는 원통형으로서 끝에 콧구멍과 입이 있다. 앞다리보다 뒷다리가 좀더 길다. 곱은 척추가 큰 특징 중 하나이며, 체모는 상당히 뻣뻣하다.
혀는 길어서 입 밖으로는 약 30cm까지 늘이는 게 가능하여 바위 틈새 등 좁은 곳에 서식하는 곤충을 포식하는 데에 적합하다. 이빨은 조밀하게 모인 육각기둥 꼴의 파이프 모양으로 평생 동안 자라지만 치아를 감싸서 보호하는 에나멜질이 없어서 약하며, 빠지거나 하게 되면 바로 새 것으로 갈게 된다. 빈약한 이빨을 보충하여 위는 조류의 모래주머니 모양으로 되어 있다. 치열은 0.0.2-3.30.0.2.3이다.
네 다리는 짧고 튼튼하며 앞발에는 발가락이 4개, 뒷발에는 5개 있으며, 땅구멍을 파헤치기에 알맞게 되어 있다. 피부는 두껍고 굳은 털이 조금 있으며 큰 귀는 당나귀의 귀와 비슷하게 생겼다. 어릴 때에는 앞니와 송곳니가 있다. 털 빛깔은 연한 황색을 띤 회색으로 이따금 토양에 묻어 황색으로 보일 때가 있다.

## 생태
주로 밤에 활동하며 낮에는 땅속 구멍에 숨어 있다. 단독생활을 하며 밤이 되면 흰개미와 같은 작은 곤충류를 찾아서 활동한다. 발톱으로 개미나 흰개미의 집을 파헤치고, 길이가 45cm나 되는 길고 끈적끈적한 혀로 곤충을 잡는다. 지방에 따라서는 메뚜기도 먹는다. 유일하게 땅돼지가 섭식하는 것으로 알려진 식물종은 땅돼지오이(Cucumis humifructus)이다. 구멍파기의 명수이며, 위험할 때에 서둘러 구멍을 파지만 더욱 절박하게 되면 굵은 꼬리로써 몸을 지탱하고 앞발의 날카로운 발톱으로 공격하기도 한다. 때로는 숲멧돼지, 혹멧돼지, 비단구렁이, 서벌, 바위너구리, 살모사 등이 땅돼지의 집을 차지한다. 귀가 크고 길어서 청력이 좋으며, 후각도 예민하다. 발톱은 굴착하기에도 알맞지만 수영을 하기에도 적합하여 물 속에서는 헤엄도 잘 친다. 그러나 평소에는 동작이 굼뜬 편이다.
대체로 공격적이지 않으며 평소에는 소리를 내지 않지만 위협과 맞닥뜨렸을 때 높은 울음소리를 낸다. 철저히 번식기 중에만 번식을 하고, 임신기간은 약 7개월이며 한 배에 한 마리의 새끼를 낳는다. 새끼는 약 5주가 지나면 털이 나기 시작하고 9주가 되면 흰개미를 먹는 것이 가능해진다. 2년이 되면 성숙해져 교미가 가능하게 된다. 천적은 사자·리카온·하이에나·땅늑대·표범·비단뱀 등이다. 수명은 사육 하에서는 23년 정도로, 동물원 등의 사육·관리 하에서도 훌륭하게 적응한다.
사바나 지형에서 주로 생활하며 아프리카의 사하라 사막 이남부 전역에 걸쳐 서식한다. 아직까지도 제법 많은 수가 야생 상태에서 생존해 있을 것이라고 추정되고 있으나, 개체 수는 전체적인 시각에서 보면 줄어드는 추세로 접어들고 있다. 대한민국에서는 서울대공원에서 탄자니아로부터 들여온 개체들이 있었으나 열악한 사육 환경으로 인해 모두 폐사하였다.

## 문화
아프리카의 구전 설화에서는 종종 숭배와 흠모의 대상으로 그려지는데, 이는 땅돼지가 부지런히 먹이를 찾아다니는 습성과 병정개미를 두려워하지 않는 까닭이다. 또한 아프리카의 토착 민족들에 의해 사냥당하여 이빨 등의 부위가 팔찌 같은 장식품이 되기도 하며, 고기는 식용하기도 한다.
이집트 신화에 등장하는 신 가운데 이집트의 9주신 가운데 하나로 여겨지는 세트의 머리는 아직 어떤 동물을 본뜬 것인지 정확히 규명되지는 않았으나, 땅돼지는 그 후보 가운데 하나로 여겨진다.